# La Poursuite du bonheur (roman)
Pour les articles homonymes, voir La Poursuite du bonheur.
La Poursuite du bonheur est un roman de Douglas Kennedy publié en 2001 en Angleterre.

## Résumé
La Poursuite du bonheur adopte le point de vue de deux narratrices : Kate Malone, jeune femme vivant dans le New York contemporain et Sara Smythe, qui relate sa vie  depuis la fin de la Seconde Guerre mondiale. Le livre débute et se termine avec Kate comme narrateur. Les deux parties intermédiaires concernent Sara.
Kate, divorcée depuis peu vit seule avec son fils Ethan. Lors de l'enterrement de sa mère, Dorothy Malone, elle a l'occasion de revoir Charlie son frère aîné qu'une brouille avait séparé, et d'apercevoir pour la première fois la femme qui a — sans qu'elle le sache — joué un rôle essentiel dans sa vie: Sara Smythe, très belle femme de soixante-dix ans. Après de nombreuses dérobades de la part de Kate, les deux femmes se rencontrent enfin. Voyant la surprise de Kate en retrouvant ses photographies en la possession de Sara celle-ci s'explique: "Votre père était l'amour de ma vie".
Sara raconte son histoire. Après la mort de ses parents, riches anglais vivant en Amérique, elle avait suivi son frère Eric, ambitieux dramaturge à New York. Alors que les espoirs d'Eric baissaient, Sara travaillait au magazine Life. C'est la veille de Thanksgiving, juste après la guerre que Sara rencontre Jack Malone, dont elle s'éprend aussitôt. Ce jeune irlandais originaire de Brooklyn vient de rentrer d'Allemagne. Engagé par l'armée pour une période de neuf mois, il promet à Sara de l'épouser à son retour. Mais, Sara ne recevra plus aucune nouvelle de lui à part un très bref mot d'excuse. Après une longue dépression, elle envisage d'épouser le sympathique Georges Grey malgré son manque de passion pour lui. Enceinte, elle est forcée par Madame Grey, femme rigide et insensible d'épouser son fils et de mener une vie monotone au Connecticut. Mais, Sara perd son enfant, divorce et rompt tous liens avec les Grey.